# صديقتي الغزالة نوكوتان
صديقتي الغزالة نوكوتان (باليابانية: しかのこのこのここしたんたん، بالروماجي: Shikanoko Nokonoko Koshitantan) هي سلسلة مانغا يابانية كوميدية من تأليف ورسوم "أوشيوشيو"، بدأت بالصدور في مجلة "شونين ماغازين إيدج" الصادرة عن دار نشر كودانشا في نوفمبر 2019، وبعد توقف المجلة في أكتوبر 2023 نُقلت السلسلة الى موقع "ماغازين بوكيت" التابع لدار النشر ذاتها إبتداءً من شهر ديسمبر 2023، حصلت المانغا على مسلسل أنمي تلفزيوني من إنتاج ستوديو ويت، عُرض بين شهري يوليو وسبتمبر 2024.

## القصة
"توراكو كوشي"؛ طالبة سنة ثانية في مدرسة هينو مينامي الثانوية، تحافظ على صورة طالبة مثالية لإخفاء ماضيها كجانحة، تتحول حياتها إلى فوضى عندما تلتقي "نوكو شيكانوكو"، طالبة منتقلة لكنها في الواقع غزال شيكا في هيئة إنسان، على مضض تصبح توراكو مرشدة نوكو في الحياة البشرية وتقود نادي الغزلان المُشكل حديثًا، تكافح توراكو لتحقيق التوازن بين واجهة الطالبة المثالية والأنشطة الغريبة للنادي، هذه الصداقة غير المتوقعة تتحدى الصورة المثالية التي بنتها توراكو بعناية وتؤدي إلى مواقف طريفة.

## الشخصيات

### نادي الغزلان
توراكو كوشي (虎視 虎子، Koshi Torako) / كوشيتان (こしたん، Koshitan)
أداء صوتي: ساكي فوجيتا
رئيسة مجلس الطلبة وجانحة سابقة، تحاول إخفاء صورتها الماضية خلف صورة الطالبة المثالية، تصبح بطريقة ما رئيسة نادي الغزلان في المدرسة الذي إفتتحته نوكو حيث تلتقي بها وبباقي أعضاء النادي غريبي الأطوار بعد المدرسة.
نوكو شيكانوكو (鹿乃子 のこ، Shikanoko Noko) / نوكوتان (のこたん، Nokotan)
أداء صوتي: ميغومي هان
فتاة غزالة هجينة، تنتقل الى المدرسة وتؤسس نادي الغزلان.
أنكو كوشي (虎視 餡子، Koshi Anko) / كوشيان (こしあん، Koshian)
أداء صوتي: روي تانابي
شقيقة توراكو الصغرى المولعة بها.
ميمي باشامي (馬車芽 めめ، Bashame Meme) / باشامي (ばしゃめ، Bashame)
أداء صوتي: فوكا إيزومي
طالبة مستجدة تريد أن تصبح غزالة لتأثرها بنوكو بعد أن اعطتها الأخيرة مقرمشات الغزلان قبل حفل الإفتتاح في المدرسة، جائعة دائمًا وتأكل الأرز في كل مكان.

### مجلس الطلبة
نيكو نيكويامادا (猫山田 根子، Nekoyamada Neko) / نيكوتشان (ねこちゃん، Nekochan)
أداء صوتي: يوريكا كوبو
نائبة رئيس مجلس الطلبة، ترى توراكو كمنافسة لها وتسعى لإلغاء نادي الغزلان وإبعاد توراكو عن رئاسة المجلس.
كينو تانوكيكوجي (狸小路 絹، Tanukikōji Kinu) / تانوكي (たぬき، Tanuki)
أداء صوتي: ريو تسوتشيا
سكرتيرة مجلس الطلبة، لديها تفكير وردود أفعال مبالغ بها لكل ما يحصل حولها.
تشيهارو تسوباميا (燕谷 千春، Tsubameya Chiharu) / تسوبامي (つばめ، Tsubame)
أداء صوتي: تشيناتسو أكاساكي
أمينة صندوق مجلس الطلبة، تبدو هادئة ومنعزلة، لكنها في الواقع من اشد معجبي نوكوتان سراً.

### شخصيات أخرى
تسونودا (角田، Tsunoda)
غزال من حديقة حيوان هينو، يظهر في بعض الأحيان في غرفة النادي.
يوشيهارو تسوباميا (燕谷 善治، Tsubameya Yoshiharu)
أداء صوتي: تاكويا إغوتشي
شقيق تشيهارو الأكبر مالك مقهى سوالو ومديره الوحيد.
أوكاي (鵜飼، Ukai)
أداء صوتي: كيكوكو إينوي
المعلمة المشرفة على نادي الغزلان.

## وسائط المشروع

### مانغا
صديقتي الغزالة نوكوتان، هي سلسلة مانغا من كتابة ورسوم المانغاكا "أوشيوشيو"، بدأت بالصدور في مجلة الشونين "شونين ماغازين إيدج" يوم 15 نوفمبر سنة 2019، وبعد نشر العدد الأخير من المجلة قبل إيقافها في 17 أكتوبر 2023، تم تحويل السلسلة وإستئناف نشرها في تطبيق "ماغازين بوكيت" عن دار نشر كودانشا نفسها إبتداءً من يوم 20 ديسمبر 2023.
تُجمع فصول المانغا وتنشر مطبوعة بمجلدات تانكوبون، نُشر أولها في 17 يوليو 2020، وحتى يوليو 2024 يكون للمانغا 6 مجلدات منشورة.
| م. | الإصدار الأصلي | الإصدار الأصلي         | الإصدار الإنجليزي | الإصدار الإنجليزي      |
| م. | تاريخ الإصدار  | ردمك                   | تاريخ الإصدار     | ردمك                   |
| -- | -------------- | ---------------------- | ----------------- | ---------------------- |
| 1  | 17 يوليو 2020  | ISBN 978-4-06-520245-6 | 15 مارس 2022      | ISBN 978-1-64827-886-0 |
| 2  | 17 فبراير 2021 | ISBN 978-4-06-522330-7 | 12 يوليو 2022     | ISBN 978-1-63858-318-9 |
| 3  | 17 فبراير 2022 | ISBN 978-4-06-526851-3 | 28 فبراير 2023    | ISBN 978-1-63858-784-2 |
| 4  | 16 فبراير 2023 | ISBN 978-4-06-530787-8 | 17 أكتوبر 2023    | ISBN 978-1-68579-520-7 |
| 5  | 9 مايو 2024    | ISBN 978-4-06-535574-9 | 31 ديسمبر 2024    | ISBN 979-8-89160-645-6 |
| 6  | 9 يوليو 2024   | ISBN 978-4-06-536165-8 | —                 | —                      |

### أنمي
أعلن في مارس 2024 عن إنتاج أنمي تلفزيوني مقتبس عن المانغا من إنتاج وتنفيذ ستوديو ويت، الأنمي من إخراج "ماساهيكو أوتا" ونصوص "تاكاشي أوشيما" وفي تصميم الشخصيات "أيومو تسوجيمورا" بينما ألحان الموسيقى من قبل "ياسوهيرو ميساوا"، أغنية مقدمة الأنمي بعنوان أيام بلون الغزال (シカ色デイズ، Shikairo Days) من أداء مؤديات الأصوات الرئيسيات في الأنمي عن شخصياتهم في نادي الغزلان، بينما أغنية النهاية بعنوان أغنية مقرمشات الغزلان (シカせんべいのうた، Shika-senbei no Uta) من أداء مؤديتي أصوات شخصيتي البطولة (توراكو كوشي ونوكو شيكانوكو) في الأنمي.
بدأ عرض الأنمي على المحطات اليابانية في 7 يوليو وإنتهى في 22 سبتمبر من عام 2024 متكونًا من 12 حلقة.
| ر. الإجمالي | العنوان                                  | العنوان الأصلي                                                                 | المخرج                      | الكاتب          | لوحة قصصية      | تاريخ العرض الأصلي |
| ----------- | ---------------------------------------- | ------------------------------------------------------------------------------ | --------------------------- | --------------- | --------------- | ------------------ |
| 1           | «فتاة تلتقي غزال»                        | ガール・ミーツ・シカ Gāru Mītsu Shika                                          | ماساهيكو أوتا               | تاكاشي أوشيما   | ماساهيكو أوتا   | 7 يوليو 2024       |
| 2           | «غزال تلتقي فتاة مظلمة»                  | シカ・ミーツ・暗ガール Shika Mītsu Kura Gāru                                   | ماساهيتو أوتاني             | كينجي سوغيهارا  | ماساهيكو أوتا   | 14 يوليو 2024      |
| 3           | «إنضمام باشامي»                          | ばしゃめ入学 Bashame Nyūgaku                                                   | شوغو أراي                   | تاكاميتسو كونو  | شوغو أراي       | 21 يوليو 2024      |
| 4           | «نادي الغزلان مستهدف»                    | 狙われたシカ部 Nerawareta Shikabu                                              | كين سانوما                  | ياسونوري يامادا | أكيرا أوغورو    | 28 يوليو 2024      |
| 5           | «السيطرة على نقاط ضعفه»                  | アイツの弱みをにぎれ!! Aitsu no Yowami o Nigire!!                              | ناوكي هوريوتشي              | كينجي سوغيهارا  | هيديتوشي نامورا | 4 أغسطس 2024       |
| 6           | «مهرجان الغزلان الصيفي»                  | 夏のシカ祭り Natsu no Shika Matsuri                                            | يويوشي أوكي                 | تاكاشي أوشيما   | تاكاهارو أوسومي | 11 أغسطس 2024      |
| 7           | «شيكاكوري، شهرة، كرم ضيافة، الخ»         | シカコレとか配信とかおもてなしとか Shikakore Toka Haishin Toka Omotenashi Toka | مارينا ماكي                 | تاكاميتسو كونو  | هيرواكي شيمورا  | 18 أغسطس 2024      |
| 8           | «غزال يذهب، غزال يأتي»                   | ゆくシカ、くるシカ Yuku Shika, Kuru Shika                                      | كين سانوما                  | ياسونوري يامادا | كين سانوما      | 25 أغسطس 2024      |
| 9           | «لننجز المهرجان الرياضي»                 | 体育祭をやり遂げろ! Taiikusai wo Yaritogero!                                   | يوريكا تسوشيما              | كينجي سوغيهارا  | أكيرا أوغورو    | 1 سبتمبر 2024      |
| 10          | «كل هذا بسبب الربيع...»                  | 全部、春のせい… Zenbu, Haru no Sei...                                          | شوغو أراي                   | ياسونوري يامادا | شوغو أراي       | 8 سبتمبر 2024      |
| 11          | «المُطارِد والمُطارَد»                       | The Pursuer and the Pursued                                                    | إيتو زينيتشيرو جيرو أريموتو | تاكاميتسو كونو  | هيرواكي شيمورا  | 15 سبتمبر 2024     |
| 12          | «وداع نوكوتان؟! بقاء نادي الغزلان للأبد» | さらばのこたん!? シカ部よ永遠に Saraba Nokotan!? Shika-bu yo Eien ni           | ماساهيكو أوتا               | تاكاشي أيوشيما  | ماساهيكو أوتا   | 22 سبتمبر 2024     |

## الجوائز والترشيحات
| قائمة الجوائز والترشيحات | قائمة الجوائز والترشيحات | قائمة الجوائز والترشيحات  | قائمة الجوائز والترشيحات | قائمة الجوائز والترشيحات | قائمة الجوائز والترشيحات |
| السنة                    | الجائزة                  | الفئة                     | المستلم                  | النتيجة                  | م.                       |
| ------------------------ | ------------------------ | ------------------------- | ------------------------ | ------------------------ | ------------------------ |
| 2025                     | جوائز كرانشي رول للأنمي  | أفضل انمي كوميدي          | صديقتي الغزالة نوكوتان   | رُشِّح                      | [ 21 ]                   |
| 2025                     | جوائز كرانشي رول للأنمي  | أفضل أنمي شريحة من الحياة | صديقتي الغزالة نوكوتان   | رُشِّح                      | [ 21 ]                   |

## روابط خارجية
- الصفحة الرسمية للمانغا على موقع مجلة شونين ماغازين إيدج (باليابانية).
- الصفحة الرسمية للمانغا على موقع ماغازين بوكيت (باليابانية).
- الموقع الرسمي للأنمي (باليابانية)
- صديقتي الغزالة نوكوتان (مانجا) في شبكة أخبار الأنمي